# Ziekte van Aujeszky
De ziekte van Aujeszky of pseudorabiës is een ziekte die wordt veroorzaakt door een suid herpesvirus. De hoofdgastheer is het varken. De grootte van het virus bedraagt 180 nm. Het virus is weinig resistent en gevoelig voor detergentia (zepen) en de meeste desinfectantia. Van het virus bestaat één serotype en één biotype.
De ziekte is genoemd naar de Hongaarse dierenarts A. A. Aujeszky, die de ziekte als eerste beschreef in 1902.

## Overdracht
Pseudorabiës wordt oronasaal, door direct contact of aerogeen (via de lucht) overgedragen. Een overdracht via melk of sperma is eveneens mogelijk. Transplacentaire (door de placenta heen) infectie van ongeboren biggen is mogelijk.
Andere diersoorten zoals herkauwers, honden en katten, worden hetzij door direct contact, aerogeen of door eten van ongekookt slachtafval besmet. De mens is niet gevoelig voor de infectie.

## Pathogenese

### Varken
Bij een varken dat geïnfecteerd wordt, zal het virus zich na opname in de lymfeklieren (retrofaryngeale lymfeklier) van de hals en de longen vermeerderen en enkele dagen na infectie verder verspreiden (viraemie). Deze verspreiding gebeurt in de vorm van een vrij virus of gecamoufleerd in monocyten (ontstekingscellen). Zo geraakt het virus naar de milt, de darmen, de uterus. Het virus is ook in staat via het neusepitheel in de kopzenuwen binnen te dringen en langs deze weg het centrale zenuwstelsel te bereiken. Het virus heeft de mogelijkheid latent in de ganglia van de kopzenuwen aanwezig te blijven. Hierdoor kan het altijd weer tot een uitscheiding van het virus komen.

### Andere diersoorten
De infectie verloopt hier altijd fataal. Het virus zal via het neusepitheel in de kopzenuwen binnendringen en langs deze weg het centrale zenuwstelsel bereiken.

## Symptomen

### Varken
Bij jonge biggen zal het virus meestal langs de kopzenuwen het centrale zenuwstelsel bereiken en zware neurologische symptomen geven. De mortaliteit is dan ook zeer hoog. Bij oudere biggen verloopt de infectie daarentegen meestal subklinisch. Vleesvarkens vertonen meestal ademhalingssymptomen. Bij fokdieren zijn de symptomen ook relatief mild. Bij drachtige zeugen kan het virus in de foetus terechtkomen en daar verder vermeerderen. Deze zeugen zullen aborteren. Ook bij de beer zal virus in de teelballen vermeerderen en via het sperma verspreid worden.

### Andere diersoorten
Bij andere diersoorten loopt deze ziekte altijd fataal af. De symptomen lijken sterk op deze van rabiës. Overvloedig speekselen en agressie die tegen het eigen lichaam gericht is zijn de meest opvallende symptomen. De ziekte eindigt dan ook dodelijk.

## Bestrijding
Om de ziekte van Aujeszky te bestrijden is men in de Europese Unie overgegaan tot uitroeiing van de ziekte. Hiertoe worden per land alle varkens verplicht gevaccineerd tegen de ziekte. Landen die vrij zijn van de ziekte kunnen stoppen met vaccineren. Voor de ziekte bestaat een aangifteplicht.